# Berge, Brandenburg
 Berge là một xã ở quận Prignitz, Brandenburg, Đức.